# Dexter Drumlin
Dexter Drumlin ist ein 38 Acres (15,4 ha) großes Naturschutzgebiet bei der Stadt Lancaster im Bundesstaat Massachusetts der Vereinigten Staaten und wird von der Organisation The Trustees of Reservations verwaltet.

## Schutzgebiet
Bei ihrem Rückzug formten die letzten Gletscher der zu Ende gehenden Eiszeit die Landschaft in Neuengland und bildeten dabei an vielen Stellen Drumlins aus, zu denen auch der 311 ft (94,8 m) hohe Dexter Drumlin gehört. Er wurde nach Nathaniel T. Dexter benannt, der das Gebiet im Jahr 1999 den Trustees vererbte.
Das heutige Schutzgebiet besteht aus einer einzigen großen Freifläche. Auf der Westseite des Hügels fließt ein kleiner Zulauf des Nashua River durch das Gebiet, und die Verwaltung lässt das Gras hoch wachsen, um am Boden nistenden Vögeln und anderen Tieren ausreichend Schutz zu bieten. Vom höchsten Punkt der Erhebung bietet sich ein guter Blick auf das historische Lancaster und die landwirtschaftlich geprägte Umgebung. Im Winter ist der Hügel besonders zum Schlittenfahren ein beliebtes Ausflugsziel. Ein etwa 1 mi (1,6 km) langer Rundweg führt Besucher durch das Schutzgebiet.
Dexter Drumlin zählt zu den Fundorten von Chiastolith.